# Argumentum ad populum
Argumentum ad populum, consensus gentium, argument van de meerderheid, of  'populistische drogreden' is een redenatie waarbij een beroep wordt gedaan op de mening van de meerderheid (of veel mensen, populariteit) om te bewijzen dat een stelling waar is. De ad populum kan gezien worden als een vorm van het beroep op autoriteit en is daarmee een drogreden. Tevens kan de spreker vaak niet weten waar velen het over eens zijn, maar gebruikt deze toch die onbewezen aanname als bewijs.

## Voorbeelden
- "Jantje is mooi, want iedereen zegt het."

Dat iedereen het zegt, betekent niet dat het zo is; het meerderheidsstandpunt is geen bewijs. Tegelijkertijd is waarheid, in het bijzonder in dit soort zaken, in ultimo een afspraak. Of iemand mooi is, ligt deels besloten in de definitie van de betreffende betiteling. Die is in dit geval deels subjectief, dus zou de uitspraak waar zijn in die zin.
- "Marietje is een man, want iedereen zegt het."

Dat iedereen het zegt, betekent niet dat het geslacht van Marietje daarmee bepaald is. Geslacht wordt bepaald door allerhande factoren. Wetenschap tracht hier uitspraak te doen, maar is in ultimo ook weer arbitrair. Is geslacht een chromosoom, een gevoel, of een uitdrukking van geslachtskenmerken?
- "God bestaat, want als miljoenen mensen in hem geloven dan kan dat toch niet onwaar zijn."

De omgekeerde redenatie, waarbij een beroep wordt gedaan op de afwezigheid van aanhangers (een meerderheid of populariteit) om te bewijzen dat een stelling onwaar is, is ook een argumentum ad populum.
- Het omgekeerde van "Merk X is heel goed, want iedereen koopt het", is: "Merk Y is heel slecht, want niemand koopt het". Dat "niemand" merk Y en "iedereen" merk X koopt kan echter veel meer met de prijs, de marketing of de afzetkanalen te maken hebben dan met de kwaliteit.

## Ethiek en politiek
Lastiger is het wanneer een argumentum ad populum wordt gebruikt in een morele of politieke argumentatie. In groepen mensen worden morele opvattingen van de meerderheid in de praktijk als maatstaf genomen, waarmee het argumentum ad populum toch weer in praktische zin waarheid wordt. Dat dit slechts een praktisch bruikbare regel oplevert blijkt uit het feit dat slavernij in delen van het westen 250 jaar geleden een geaccepteerd verschijnsel was en inmiddels niet meer. Het 'ad-populumbewijs' is daarmee veranderd. Als dat een logisch, wetenschappelijk bewijs was, was het onveranderlijk.
Bij juryrechtspraak in onder andere het Angelsaksische strafrecht beslist een jury over feitelijke vragen, de essentie van recht is subjectief. De Trias politica poogt een objectief criterium te zijn, maar is dat niet. De groep bepaalt de leiders, de leiders maken de wetten en rechters toetsen situaties aan die wetten. Dit maakt 'recht' niet een universeel geldend principe; er is geen logisch bewijs voor, geen correcte redenering zonder aanname.
Moreel gelijk is aan tijd, plaats en groep gebonden. De geldigheid met betrekking tot ethiek en politiek van het argumentum ad populum dus ook. Moraal is subjectief (Nietzsche).